# St. Louis Kutis SC
El St. Louis Kutis Soccer Club es un equipo de fútbol aficionado de los Estados Unidos.

## Historia
Fue fundado en el año 1947 en la ciudad de San Luis, Misuri con el nombre St. Louis Raiders, teniendo varios nombres durante su historia, los cuales han sido:
- 1947-48: St. Louis Raiders
- 1948-49: Paul Schulte
- 1949-50: McMahon's
- 1950-53: Zenthoefer's
- 1953-hoy: St. Louis Kutis

El equipo fue dominante durante la década de los años 50; fue fundado por Gene Thumm y el empresario local Nick Jost llamando jugadores de la ciudad y formaron un equipo profesional que participó en la North American Soccer Football League (NASFL), establecida en 1946. La liga al colapsar provocó que el equipo regresara al amateurismo y se estableció en la St. Louis Major League.
Luego del año 1953, el equipo comenzó a ser dominante bajo su nuevo patrocinador, ganando varios títulos. En 1954 la St. Louis Major League desapareció y su lugar lo tomó la St. Louis Municipal League, una liga de menor nivel de tipo municipal; la cual solo duró 1 año, dando lugar a la Khoury League, a la cual el equipo decidió no pertenecer y ser un equipo independiente que solamente jugaba partidos amistosos, destacando el juego ante el Nuremberg de Alemania, a quien derrotó con marcador de 3-2, fue campeón de la National Amateur Cup 6 años seguidos.
En 1958 el equipo fue quien representó a la Selección de fútbol de los Estados Unidos en 2 juegos de las eliminatorias mundialistas por orden de la U.S. Soccer Federation rumbo a Suecia 1958, al cual no clasificaron. Con la existencia de la North American Soccer League y el rápido ascenso del fútbol profesional de Estados Unidos, el equipo desapareció del plano competitivo del país hasta que esta liga se cayera a mediados de los años 80, cuando aparecieron la Liga de Western Soccer League, American Soccer League III y la Lone Star Soccer Alliance y el equipo regresó a la competencia.

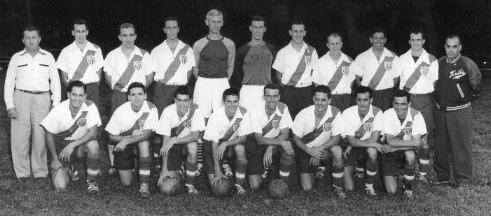
Equipo del año 1954

## Palmarés
- National Amateur Cup: 6

1956, 1957, 1958, 1959, 1960, 1961
- National Challenge Cup: 1

1957

## Participación en competiciones de la Concacaf
- Copa de Campeones de la Concacaf: 1 aparición

1987 - Primera ronda

## Jugadores destacados
| - Bill Bertani - Joe Carenza - Slobo Ilijevski - Bob Kehoe - Harry Keough - Ted Kirchhoefer - Bill Looby | - Ruben Mendoza - Russ Murphy - Denny Vaninger - Frank Wallace - Herman Wecke |

## Entrenadores
- Werner Nilsen 1946-1947
- Bob Corbett 1947-1948
- Joe Carenza, Sr 1954-
- Jim Bokern 1986